# Comuna de Siemyśl
Siemyśl (polaco: Gmina Siemyśl) é uma gminy (comuna) na Polónia, na voivodia de Pomerânia Ocidental e no condado de Kołobrzeski.
De acordo com os censos de 2006, a comuna tem 3.619 habitantes, com uma densidade 33,7 hab/km².

## Área
Estende-se por uma área de 107,44 km².

## Demografia
Dados de 30 de Junho 2004:
|                      | Total   | Total | Mulheres | Mulheres | Homens  | Homens |
| -------------------- | ------- | ----- | -------- | -------- | ------- | ------ |
|                      | pessoas | %     | pessoas  | %        | pessoas | %      |
| População            | 3610    | 100   | 1780     | 49,3     | 1830    | 50,7   |
| Densidade (pop./km²) | 33,6    | 100   | 16,6     | 16,6     | 17      | 17     |

De acordo com dados de 2002, o rendimento médio per capita ascendia a 1439,66 zł.